# Смоленчук Микола Кузьмович
Мико́ла Кузьмо́вич Смоленчу́к (*3 липня 1927, Бобринець — †14 січня 1993, Кіровоград) — український прозаїк і літературознавець, член Спілки письменників України (з 1963 р.).

## Біографічні відомості
Микола Кузьмович Смоленчук народився 3 липня 1927 року в районному містечку Бобринець у сім'ї робітника. Підлітком зазнав страхіть ряду фашистських концентраційних, а згодом і радянських («трудова армія» на металургійному заводі в місті Добрянка) фільтраційних таборів, про що написав у незавершеній трилогії, започаткованій автобіографічним романом «Сиве покоління».
Навчався у Бобринецькому сільськогосподарському технікумі та на філологічному факультеті Кіровоградського педінституту, який закінчив у 1954 році. Працював учителем та директором школи на Кіровоградщині та Черкащині.
У 1963 році за рекомендацією Максима Рильського вступив до Спілки письменників України, протягом тривалого часу був єдиним її членом у Кіровограді.
Микола Смоленчук викладав у  Кропивницькому та Луцькому (де завідував кафедрою української літератури) педінститутах. Кандидат філологічних наук, доцент.
У 1972 році був звинувачений у «буржуазному націоналізмі» та зазнав переслідування у зв'язку з цим - його на півтора десятиліття вилучили  з активного громадського та літературного життя.
Микола Кузьмович був дуже радий, коли Україна таки виборола державну незалежність, що таки буде «…в своїй хаті своя Правда і Сила, і Воля», а це і було метою його життя. Життя М.Смоленчука передчасно завершилося 12 січня 1993 року після тривалої виснажливої хвороби.

## Твори
Автор історичних повістей «Степи полинові» (1961), «Степівчани» (1963); «Родня» (1968); нарисів «Хутір Надія», «Кіровоград» (1967); романів «Сиве покоління» (1965), «Ой, літав орел» (1969), «Білі бланкети» (1985), нарисів «Хутір Надія» (1967), «Кіровоград» (1967); наукової розвідки «Марко Кропивницький і його рідний край» (1971) та майже сотні наукових, науково-популярних і методичних (про передовий досвід найкращих учителів-словесників) статей, краєзнавчих розвідок і нарисів, зокрема, присвячених театру корифеїв та його діячам.
Внесок Смоленчука-науковця у царині історії літератури, театрознавства, літературного й історичного краєзнавства є дуже цінним: чимало з хрестоматійних нині істин (біографії, витоки особистості, творчість М. Кропивницького, І. Тобілевича (Карпенка-Карого), В. Винниченка, багатьох інших діячів української та світової культури й літератури, передусім — А. Фета, чия доля пов'язана з територією нинішньої Кіровоградщини, як і відомості про становлення нашого національного театру, відомого як театр корифеїв тощо), — вперше були введені до наукового обігу саме ним. 
Великий вплив на його захоплення історією національного театру справила випадкова зустріч у Бобринці і подальше знайомство з племінником М. Л. Кропивницького актором і бандуристом Миколою Сочевановим. М. Сочеванов розпочинав свій шлях на сцені в трупі свого дядька, добре знав місця в Бобринці та сусідніх селах (Мар'янівка) і хуторах (х. Андріївка (Райок), х. Сочеванов), пов'язаних з життям і творчістю основоположника театру корифеїв. Крім розповідей про це М. Сочеванов подарував Миколі Кузьмичу оригінал листа М. Кропивницького.
Микола Кузьмович був фундатором Музею Марка Кропивницького в Бобринці, доклав чимало зусиль, щоб зберегти в Кіровограді меморіальні будинки М. Кропивницького на колишній Болотяній та Тобілевичів на колишній Знам'янській вулицях, був ініціатором створення в їхніх приміщеннях музейних установ.